# NX Zero
NX Zero est un groupe d'emocore brésilien, originaire de São Paulo. Formé en 2001, il est composé de Diego Ferrero au chant, Leandro Rocha et Filipe Ricardo à la guitare, Daniel Weksler à la batterie et Conrado Grandino à la basse.
Le groupe avait à son actif en 2012 un total de six albums ; le groupe sort son premier album Diálogo? en 2004 sur le label discographique Urubuz Records, avant de signer chez Universal Music qui a produit l'ensemble de leurs albums, dont NX Zero en 2006, Agora en 2008, Sete Chaves en 2009, Projeto Paralelo en 2010 et Em Comum en 2012. Selon l'ABPD, l'association brésilienne des producteurs de disques, leurs singles Incontrolável et Consequência sont disques de diamant, et Cedo ou Tarde et Razões e Emoções sont certifiés disques de platine.

## Biographie

### Débuts (2001–2004)
Le groupe est officiellement formé le 10 avril 2001 à São Paulo. Il est formé par le guitariste et chanteur Yuri Nishida. À cette période, le groupe était un power trio avec juste un guitariste, bassiste et un batteur, sous le nom de NX Zero Granada. Ceci explique pourquoi le chanteur actuel, Diego Ferrero, possède un tatouage représentant une grenade avec des ailes sur son dos.
En 2004, toujours avec Yuri Nishida, Diego Ferrero et Leandro Rocha, le groupe change son nom pour NX Zero (abréviation de Nexus Zero), et publie son premier album studio, Diálogo?, produit par le label Urubuz Records. Enregistré par un producteur connu, l'album est un succès commercial, avec 200 000 exemplaires vendus.

### Évolution (2006–2008)

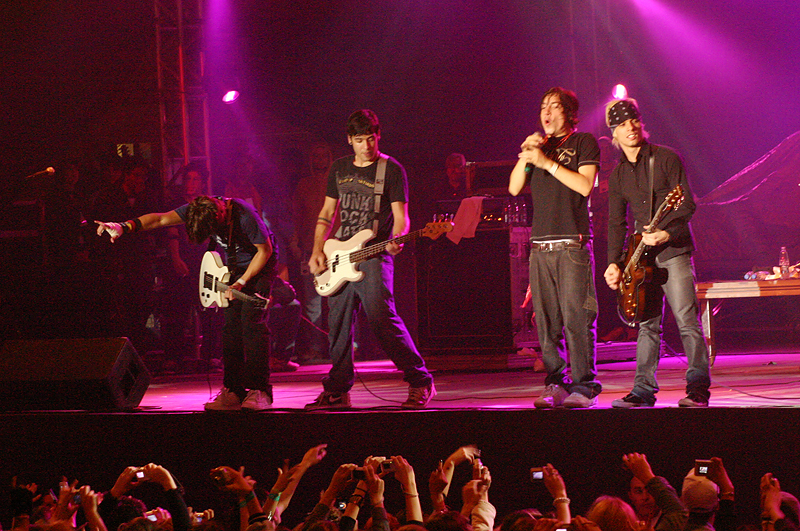
NX Zero, sur scène en 2007.

En 2006, le groupe signe avec Universal Music, rejoignant ainsi les rangs de groupes comme CPM 22 et Hateen. Le premier single de leur nouvel album, Além de Mim, publié par le label, fait un énorme succès et le groupe atteint le succès national. 
Le groupe reçoit le Prêmio Multishow de la musique brésilienne en 2007 dans la catégorie « révélation ». Au cours de cette année, NX Zero conclut un partenariat avec Armandinho pour l'Especial MTV Estúdio Coca Cola. La deuxième chanson de leur album, Razões e Emoções, reste le seul plus grand succès du groupe en date, et est diffusé à la radio et à la télévision. Ils remportent également le Video Music Brasil dans les catégories « hit de l'année » et « artiste de l'année ». Ils publient ensuite le DVD live MTV ao Vivo - 5 Bandas de Rock. Le groupe sort son troisième single de l'album s'intitule Pela Última Vez. Une reprise de la chanson All Good Things (Come to an End) de Nelly Furtado est également publiée au Brésil avec la participation de Di Ferrero au chant.
Le deuxième album studio de NX Zero, Agora, comprend la chanson Cedo ou Tarde (composé par Gee) atteint la première place des classements. En 2008, le chanteur du groupe, Di Ferrero, est le premier brésilien à recevoir le slime sur la chaîne Nickelodeon.

### Accusations de plagiat (2009–2010)
Le 24 janvier 2009, un groupe nord-américain, Taking Back Sunday, accuse le groupe NX Zero de plagiat dans une vidéo sur Internet. Selon le groupe, NX Zero aurait utilisé un sample de leur chanson MakeDamnSure de leur album Louder Now en 2006 sur leur chanson Daqui Pra Frente. Les membres de Taking Back Sunday expliqueront avoir découvert qu'il s'agissait d'un brésilien nommé Maurício. Cependant, les membres du groupe américain s'excuseront publiquement sur Internet après les explications faites par NX Zero.
En 2009, le groupe sort son quatrième album, intitulé Sete Chaves. L'album comprend la chanson Espero a Minha Vez, qui sera en tête des classements brésiliens, et deviendra la cinquième chanson du groupe à atteindre la première place des charts. La même année, le groupe remporte le prix du « meilleur groupe de l'année » à l'émission Domingão do Faustão diffusée sur la chaîne Rede Globo, pour l'album Sete Chaves et le single Só Rezo.
En 2010, ils publient l'album-remix intitulé Projeto Paralelo. Ils publient le clip Só Rezo 0.2 le 28 octobre qui fait participer les rappeurs Emicida et Yo Yo. L'album, produit par Rick Bonadio, apporte quatre nouvelles chansons et dix titres réenregistrés. L'album fait participer les artistes nationaux Chorão, Emicida, Rincon Sapiência, Rappin Hood, Kamau, Gabriel O Pensador et Negra Li. Les artistes internationaux sont Smoke Thugs, Aggro Santos, Freddie Gibbs, Kurupt (The Dog Pound), Yo Yo, et DJ King et autres aux scratches.

### Participation au Rock in Rio (2011)
En mars 2011, NX Zero publie le DVD Projeto Paralelo réédité ensuite en CD. Le DVD comprend de remixes de chansons comme Cedo ou Tarde, A Melhor Parte de Mim et Só Rezo, avec différents arrangements et beaucoup d'éléments de hip-hop. Le 24 septembre 2011, le groupe ouvre pour la première fois au festival Rock in Rio.
En 2011, le groupe sort le single Não é Normal, et un DVD intitulé Multishow Ao Vivo: NX Zero 10 anos, pour fêter leurs dix ans d'activité, distribués et produits par Multishow. Il comprend essentiellement le concert du groupe en célébration de leurs dix ans au Via Funchal, à São Paulo. Il comprend aussi les chansons qui ont fait leur succès comme Cedo ou Tarde, Pela Última Vez, Razões e Emoções, et Só Rezo.

### Em Comum(depuis 2012)
Le 14 août 2012 - trois ans après leur dernier album studio - le groupe publie Em Comum, dont le style musical et les thèmes changent.

## Membres

### Membres actuels
- Daniel Weksler - batterie (depuis 2001)
- Fi Ricardo - guitare (depuis 2003)
- Di Ferrero - chant (depuis 2004)
- Gee Rocha - basse, chœurs (2003-2006), guitare, chœurs (depuis 2006)
- Caco Grandino - basse (depuis 2006)

### Anciens membres
- Yuri Nisshida - guitare (2001-2004), chant (2003-2004)
- Philip - chant, basse (2001-2003)

## Discographie
- 2004 : Diálogo? (EP)
- 2006 : NX Zero
- 2008 : Agora
- 2009 : Sete Chaves
- 2010 : Projeto Paralelo
- 2012 : Em Comum